# Jesper Riis-Johannessen
Jesper Riis-Johannessen (Oslo, 10 maggio 1989) è un ex sciatore alpino norvegese.

## Biografia
Slalomista puro attivo in gare FIS dal novembre del 2004, in Coppa Europa Riis-Johannessen esordì il 2 dicembre 2007 a Åre ottenendo quello che sarebbe rimasto il suo miglior piazzamento nel circuito, il 22º posto. Nel 2009 vinse la medaglia d'oro ai Mondiali juniores di Garmisch-Partenkirchen e disputò la sua unica gara in Coppa del Mondo, ancora a Åre, classificandosi 18º.
Prese per l'ultima volta il via in Coppa Europa il 23 gennaio 2010 a Bansko (36º) e si ritirò al termine della stagione 2010-2011; la sua ultima gara fu uno slalom speciale FIS disputato il 15 aprile a Malung e chiuso da Riis-Johannessen al 6º posto. In carriera non prese parte a rassegne olimpiche o iridate.

## Palmarès

### Mondiali juniores
- 1 medaglia:
  - 1 oro (slalom speciale a Garmisch-Partenkirchen 2009)

### Coppa del Mondo
- Miglior piazzamento in classifica generale: 151º nel 2009

### Coppa Europa
- Miglior piazzamento in classifica generale: 198º nel 2009